# (90936) Neronet
(90936) Neronet est un astéroïde de la ceinture principale.

## Description
(90936) Neronet est un astéroïde de la ceinture principale. Il fut découvert le 11 octobre 1997 à l'Observatoire d'Ondřejov par Lenka Šarounová. Il présente une orbite caractérisée par un demi-grand axe de 2,31 UA, une excentricité de 0,24 et une inclinaison de 24,4° par rapport à l'écliptique.

## Compléments